# سبک بین‌المللی (معماری)

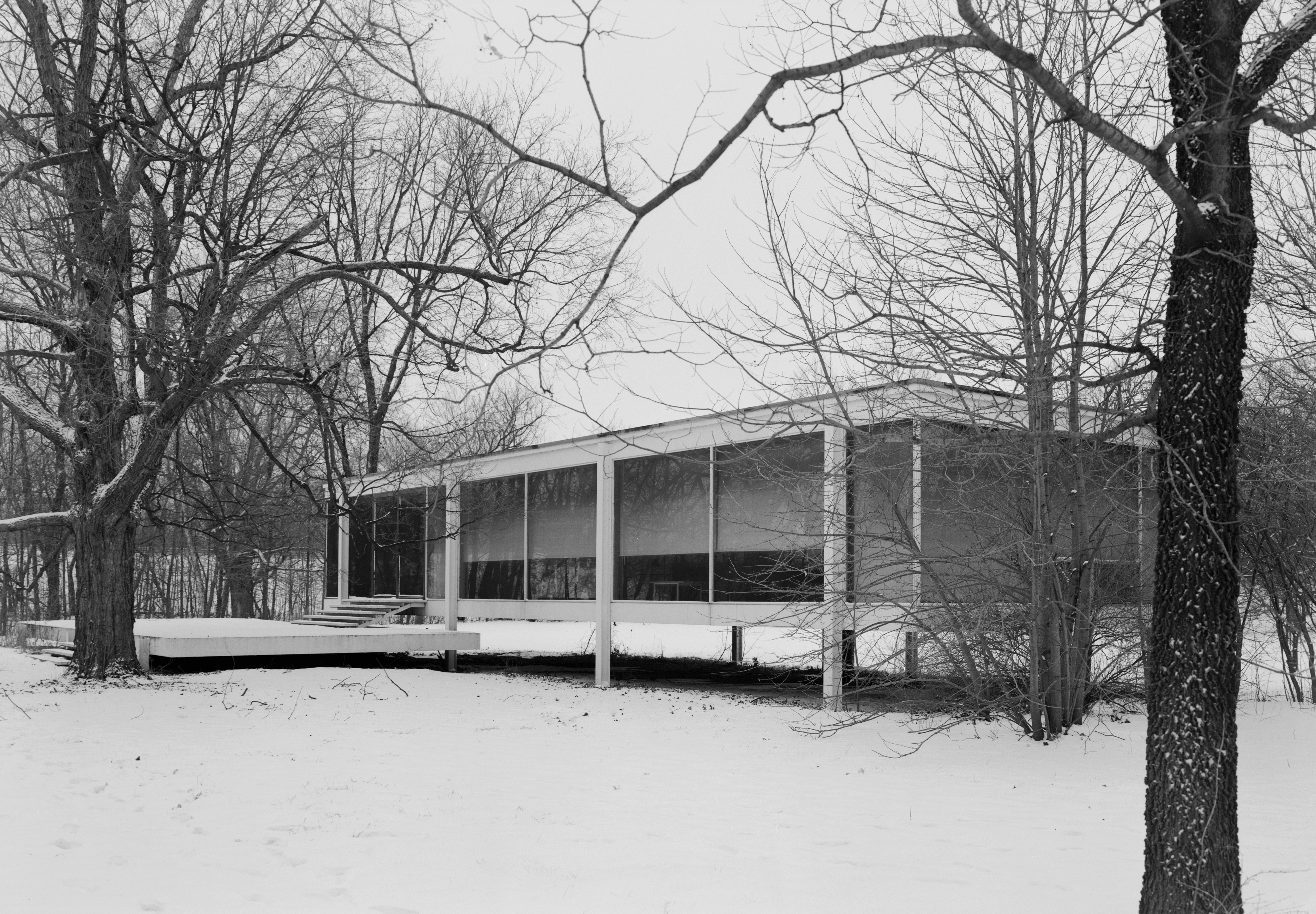
منزل فارنزورث، اثر میز وندر روهه

سبک بین‌المللی یا شیوه بین‌المللی (به انگلیسی: International Style) نام شیوه‌ای در معماری مدرن است که در بین سال‌های ۱۹۲۰ تا ۱۹۳۰ میلادی در اروپا و آمریکا پایه‌گذاری گردید. این اصطلاح، از عنوان یکی از کتاب‌های هنری-راسل هیچکاک و فیلیپ جانسون که برای ثبت اطلاعات برگزاری نمایشگاه هنر معماری مدرن که در موزه هنرهای مدرن شهر نیویورک در سال ۱۹۳۲ نوشته شده بود و ویژگی‌های مدرنیسم را در سرتاسر جهان بر اساس ویژگی‌های مشترک شناسایی و تعریف و طبقه‌بندی می‌کرد که نتیجه آن تمرکز بیشتر بر ویژگی‌های سبک‌شناسی هنر مدرن بود، ریشه گرفته‌است. آن‌ها سه اصل مختلف را تعریف کردند که عبارت بودند از:تجلی حجم به جای جرم. تأکید بر تعادل به جای تعصب بر تقارن. عدم بکار بردن پیرایش و زیور. استفاده قبلی از واژه‌ای با همین مفهوم را می‌توان به والتر گروپیوس در کتاب (به آلمانی: Internationale Architektur) و لودویگ هایبر سایمر در کتاب (به آلمانی: Internationale neue Baukunst) نسبت داد. عدم به‌کارگیری هرگونه پیرایش و زیور در طرح‌های این سبک، به‌کارگیری رنگ‌های روشن، و استفاده از ایده‌های کوبیسمی نیز از مشخصات این سبک در سال‌های اولیه بودند.

## نمایشگاه موما ۱۹۳۲
نمایشگاه معماری مدرن: نمایشگاه بین‌المللی عمومی در۹ فوریه سال ۱۹۳۲، در موزه هنرهای مدرن (موما)، در ساختمان هکشر در خیابان پنجم و پنجاه و ششمین خیابان نیویورک برگزار شد. پس از یک لابی و یک دفتر، نمایشگاه به شش قشمت تبدیل می‌شد:قسمت معماران مدرن که از ورودی شروع می‌شود و شامل یک مدل از ویلیام لسکازه کریستسک که راجع به توسعهٔ مسکن نیویورک بود، می‌شد. از آنجا بازدید کنندگان به سمت اتاق مرکزی A می‌رفتند که شامل یک مدل از پیشرفت خانه‌سازی نیمه بلند که توسط دو برادر اهل شیکاگو، مونرو بنگت بومن و ایوینگ بومن، ساخته شده بود. همچنین مدل و عکس‌هایی از ساختمان باوهاوس از والتر گروپیوس در دسو در این سالن وجود داشت. در بزرگ‌ترین سالن نمایشگاه، سالن C، کارهایی از لو کوربوزیه، لودویگ میس فن در روهه، جی جی پی و فرانک لوید رایت (شامل یک پروژه از یک خانه در میسا، دنور ۱۹۳۲)بود. موضوع سالن B مسکن بود که نشان دهندهٔ نیاز برای یک حیات داخلی را نشان می‌داد که با منتقد و مورخ لوییس مامفورد شناخته می‌شود. در سالن D کارهایی از ریموند هوود (شامل یک برج آپارتمان در کشور و ساختمان مک گرو هیلدینگ) و ریچارد نوترا بود. در سالن E قسمتی بود با موضوع «وسعت معماری مدرن» که در لحظات آخر اضافه شد و شامل کارهایی از سی و هفت معمار مدرن از پنجاه کشور بود، کسانی که می‌گفتند کارهایشان از اروپایی‌های دههٔ ۱۹۲۰ تأثیر گرفته‌است. در میان این کارها ساختمان‌های دفتر روزنامهٔ آلوار التس سانومات در تورکو فنلاند نیز وجود داشت. مشخصهٔ این نمایشگاه رویکرد متمرکز بر روی نمایشگاه معماری بود. نمایشگاه ۱۹۳۲ نشیت گرفته از یک آرزو برای پیشرفت و تحکیم نظریهٔ مدرنیتهٔ بین‌المللی بود. با حضور ون در روهه، لوکوربوزیه، عودو گروپیوس در خط مقدم نمایشگاه، قصد برای منظم‌سازی یک هستی از ایده‌ها مشخص بود. چیز دیگری که در این نمایشگاه نمایان بود اشاره کردن به سبک‌های معاصر دیگر که مرزهای معماری را گسترش می‌دادند، بود. مانند: اکسپرسیونیسم آلمان و جنبش ارگانیستی یا محبوبیت کارهای آنتونیو گاودی اجتناب می‌کرد. در نتیجه نمایشگاه ۱۹۳۲ اصول نمایشگاه مدرن به یک خط مقدم افزایش یافت در حالی که سبک‌های دیگر قسمت‌های از داستان پیشرفت معماری و تئوری آن بودند.

## موزه داران
مدیر بعدی موما، آلفرد بارد مورخ هنری، فیلیپ جانسون و هنری راسل هیچکاک را استخدام کرد تا اولین نمایشگاه معماری را سازماندهی کند. در سال۱۹۲۹ جانسون به جشن فارغ‌التحصیلی خواهرش در کالج ولزلی رفت و در آنجا بار را ملاقات کرد، کسی که دورهٔ معماری مدرن را آموزش می‌داد. در یک ماه بار باید با آبی آلدریچ راکفلر برای مسولیت نمایشگاه موما مصاحبه می‌کرد. بار سال بعد جانسون را به عنوان کمیتهٔ مشورتی موما اضافه کرد. هیچکاک ۱۹۲۴ پس از سپریدوره کارشناسی خود را در سه سال و سال آخر خود را در معماری گذراند، فارغ‌التحصیل شد. او در هاروارد ادامه تحصیل داد و در سال ۱۹۲۷ فارغ‌التحصیل کارشناسی ارشد شد. زمانی که در هاروارد بود با جانسون ملاقات کرد و با او در ارتباط بود و پس از فارغ‌التحصیلی او به اروپا، جایی که هیچکاک را ملاقات کرده بود بازگشت و هر دو شروع به یک تور طولانی مدت در قاره کردند. در اوایل این سفر هیچکاک و جانسون بار را در هامبورگ ملاقات کردند. بار با جی جی نیومان مسافرت می‌کرد که فروشندهٔ گالری هنر مدرن در خیابان پنجاه و هفت شرقی بودودیگر همسفر آن‌ها کری راس یک شاعر جوان و یکی از اعضای بود. جانسون می‌گوید آلفرد مشتاق‌ترین فرد نسبت به کتاب هیچکاک در مورد هنر مدرن است. واکنش بار به عنوان پروژه ایی که در حالت تدوین بود، حیاتی بود. جانسون عنوان کرد "نوشته در ذهن ما بزرگتر و بزرگتر می‌شود اما همچنان مهمتر. ما در مورد موضوع‌ها دروغی که به قلب ما نزدیک تر از نمونه‌های قدیمی مانند مواد، ساخت و ساز، کارکردگرایی، و زیبایی‌شناسی اساسی، به ویژه از سبک است، بحث می‌کنیم". اواخر ماه اوت شاهد یکی دیگر از مرجع مهمی برای این کتاب: در بیان مشکل در به دست آوردن ناشر آلمانی جانسون نظر داد که هیچ‌کس کتاب دیگری که در معماری مدرن درانتشارات آلمان نمی‌خواهد… ما توضیح می‌دهیم که هیچ کتابی که تمام سبک و هیچ چیزی جز سبک راپوشش دهند وجود ندارد. بعد از آن هر سؤالی در مورد این که " سبک" دقیقاً چیست است، وجود دارد. اتو هسلر، در پاسخ به درخواست جانسون برای عکس‌ها، اشاره به " باچ سبک جدید بین‌المللی ۱۹۲۲–۱۹۳۲". این دگرگونی در کتاب "قدیمی" به یک "مهم تر" تلاش نشان می‌دهد که طرح گستردایی از استدلال آشنا از "سبک بین المللی" پس از آن مورد بحث بوده‌است. استدلال زیبایی‌شناسی متمرکز آن کتاب در توضیحات جانسون از کتاب به عنوان "در مورد سبک و هیچ چیزی جز سبک" است. در ماه دسامبر سال ۱۹۳۰، اولین طرح‌های نوشته شده برای یک نمایشگاه از "معماری جدید" پایین راه اندازی شد، در عین حال پیش‌نویس اول از کتاب تا چند ماه بعد کامل شده بود. پس از مدت شش هفته اجرا در شهر نیویورک نمایشگاه پس از آن تور ایالات متحده آمریکا - نخستین "سفر-نمایشگاه" معماری در ایالات متحده - به مدت شش سال. آن است که توسط رایلی، در سال ۱۹۹۲ کتاب خود سبک بین‌الملل اظهار داشت: نمایشگاه ۱۵ و موزه هنر مدرن: (به نمایشگاه) کاتالوگ، و تا حدی، کتاب سبک بین‌الملل، در همان زمان از این نمایشگاه منتشر شده، این رویداد تاریخی واقعی جایگزین کرده‌اند."از طریق نمایشگاه موما ۱۹۳۲و انتخاب دقیق آن از معماران بین‌المللی، مسئولان فیلیپ جانسون و هنری راسل هیچکاک جهت هدایت معماری مدرن، معرفی عناصر سبک بین‌المللی به گفت‌وگو معماری در میان معماران و عموم مردم می‌پردازد. در این نمایشگاه معماری مدرن مترادف با استفاده از فولاد و فولاد و بتن مسلح، فضاهای داخلی بدون وقفه و اشکال ساده هندسی است.

## نواحی

### اروپا
در حدود سال ۱۹۰۰ تعدادی از معماران در سراسر جهان شروع به توسعه راه‌حل‌های جدید معماری به منظور یکپارچه‌سازی رویه‌های سنتی با تقاضاهای جدید اجتماعی و امکانات فناوری محور نمودند. کار ویکتور هورتا و هنری ون دیولده در بروکسل، آنتونی گادی در بارسلونا، اوتو واگنر در وین و چارلز رنی مکینتاش در گلاسکو، در میان بسیاری دیگر، می‌تواند به عنوان جدالی بین سنت و مدرنیته دیده‌شود.

### آمریکای شمالی
قبل از تشکیل سبک به اصطلاح بین‌المللی، تلاش‌های مشابهی به سمت ساده‌سازی، صراحت و شفافیت به ویژه در کار لوئیس سالیوان و فرانک لوید رایت در شیکاگو، و همچنین به عنوان اقامت‌گاه غرب سواحل ایروینگ گیل دیده می‌شد.
نمایش نمونه کارهای واسموث، اثر فرانک لوید رایت در اروپا، هنر مدرنیسم اروپایی را تحت تأثیر قرار می‌دهد و نیز سفرهای او با اروپا به واسطه این نمایشگاه، کار او را احتمالاً تحت تأثیر قرار داد، اگر چه او اجتناب می‌کرد از آنکه با سبک اروپایی طبقه‌بندی شود. در سال ۱۹۲۲ رقابت برای برج تریبون و طراحی الییل سارینن برای برج تریبون یک دلیل واضح از آنچه بود که اتفاق افتاد.

### اسرائیل
در ماه ژوئیه سال ۱۹۹۴، سازمان یونسکو، شهر سفید واقع در شهر تل‌آویو را به‌عنوان یک میراث جهانی یونسکو اعلام کرد و آن را به‌عنوان گرایش‌های مهم و برجسته‌ای از معماری مدرن و نیز برنامه‌ریزی شهری در قرن بیستم مورد توجه قرار داد.

### دیگر کشورها
یکی از نقاط قوت سبک بین‌المللی آن بود که راهکارهای طراحی بی‌تفاوت نسبت به محل اقامت، محل سایت و آب و هوا داشت. این یکی از دلایل بین‌المللی نامیده شدن آن بود و سبک ساخته‌شده هیچ اشاره‌ای به تاریخ‌های محلی یا بومی ملی نداشت. (که بعداً این کار به عنوان یکی از نقاط ضعف اصلی سبک شناخته شد)

## معماران
- آلوار آلتو
- لوئیس بارگون
- ریموند هود
- ولتون بکت
- جفری بیزلی
- روبرتو بورل مارکس
- جوزف امبرتون
- ایلین گری
- والتر گروپیوس
- مظهر الاسلام
- آرنی یاکوبسن
- فیلیپ جانسون
- لوئی کان
- ریچارد کافمن
- فریتز پیوتز
- لوکوربوزیه
- ویلیام لسکازی
- اریک مندلسون
- لودویگ میس فن در روهه
- ریچارد نویترا
- اسکار نیمایر
- عبدالعزیز فرمانفرمائیان
- آی. ام. پی
- ارنست پلیشکه
- رودولف شیندلر
- گریت ریتفلد
- جرج هاو
- آریه شارون
- ویلیام لسکازی
- یرزی سلطان
- رافائل سوریانو
- کارلوس رائول ویلانوئوا
- فرانک لوید رایت

## سازه‌های برجسته؛ نمایشگاه MOMA، سال ۱۹۳۲میلادی

ویلا ساوا، پاریس، لوکوربوزیه
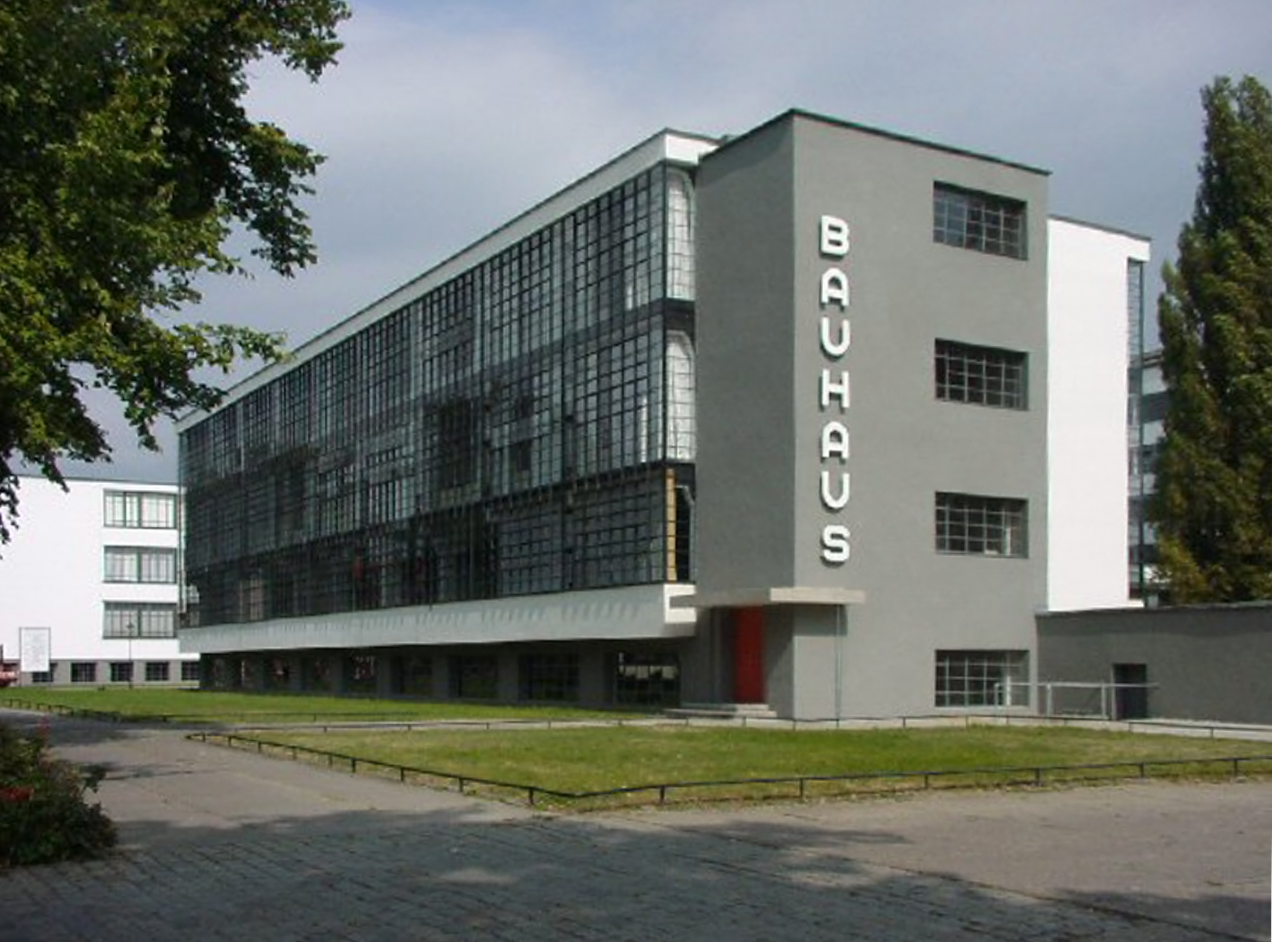
Bauhaus, دسائو، والتر گروپیوس
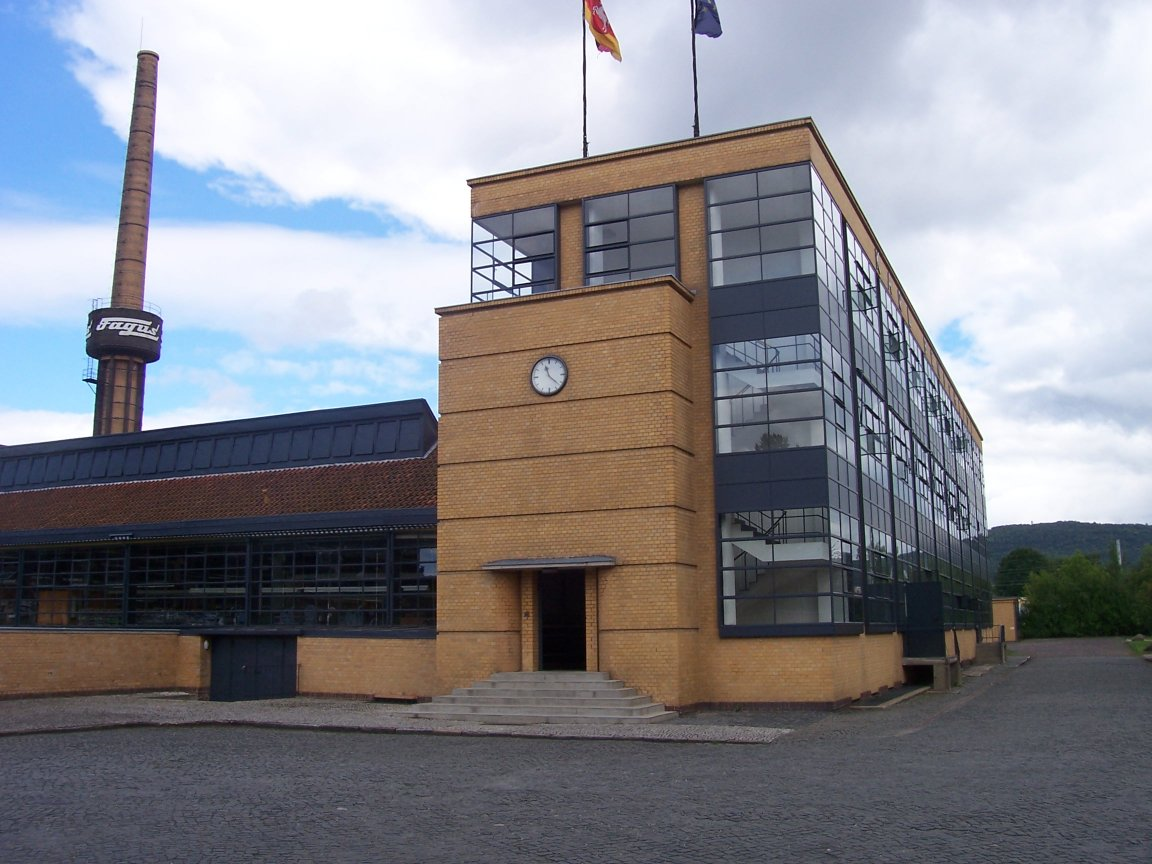
Fagus Factory، برلین، والتر گروپیوس
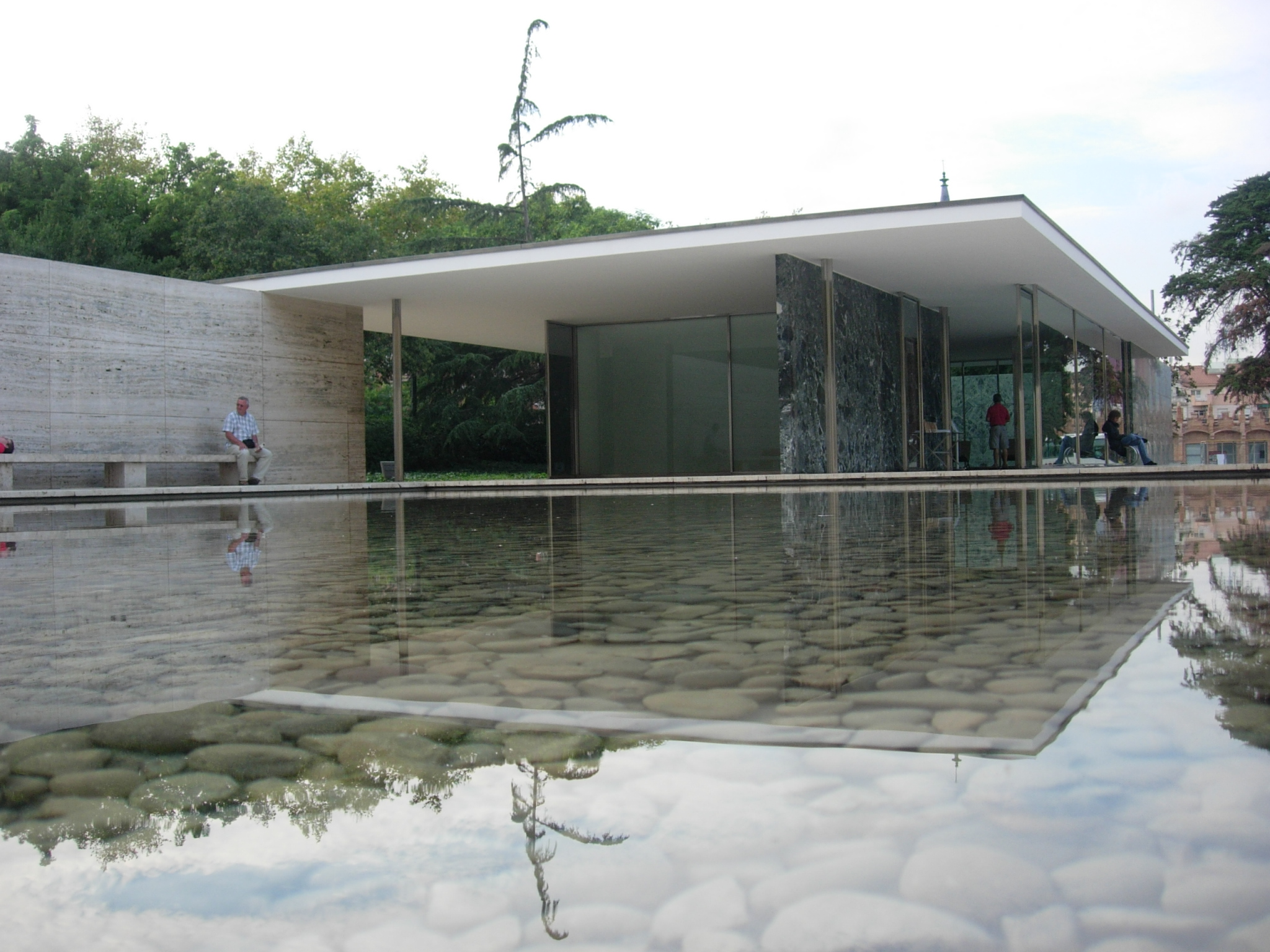
Barcelona Pavilion، بارسلون، لودویگ میس فن در روهه
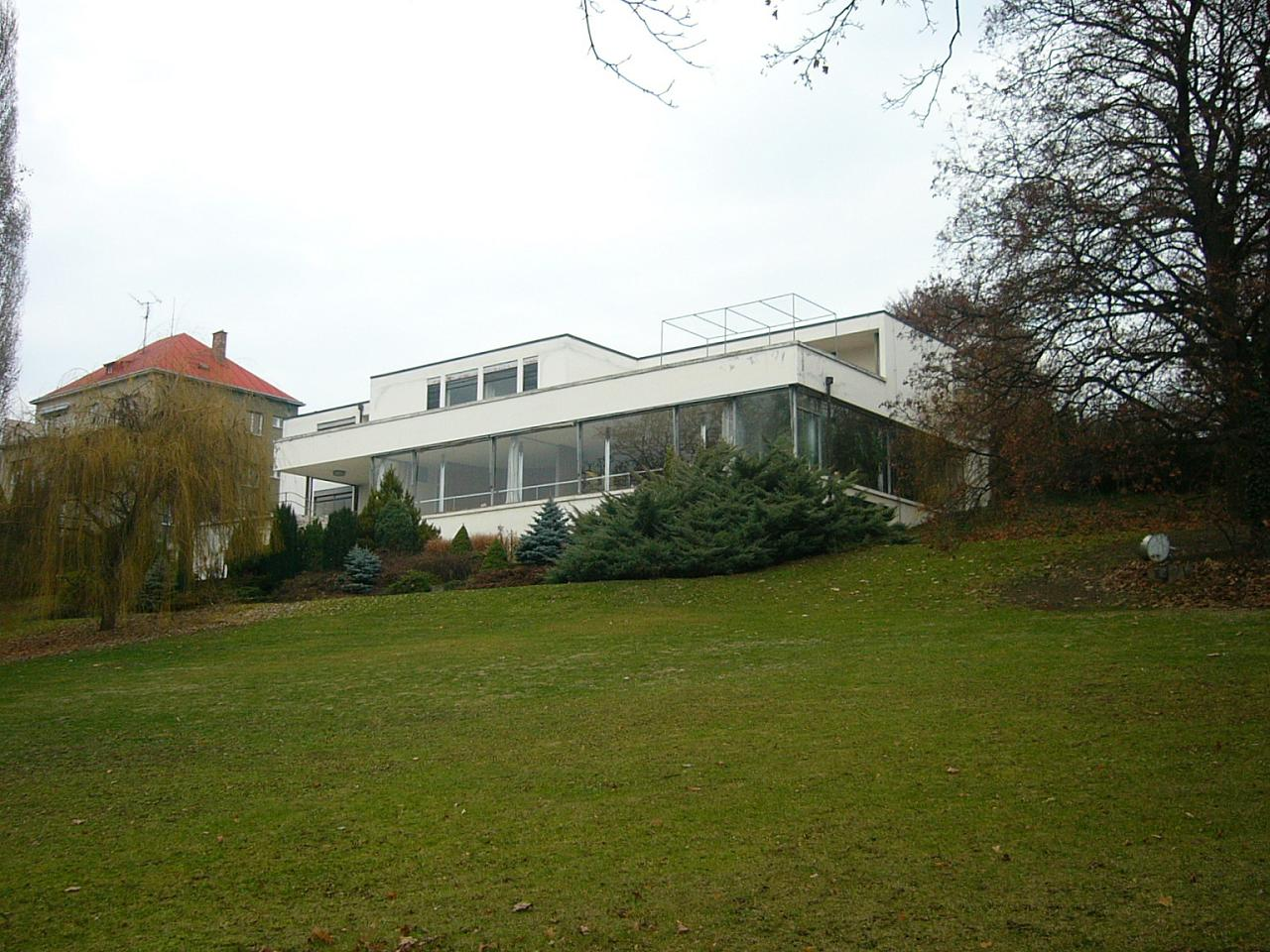
Villa Tugendhat، برن، لودویگ میس فن در روهه
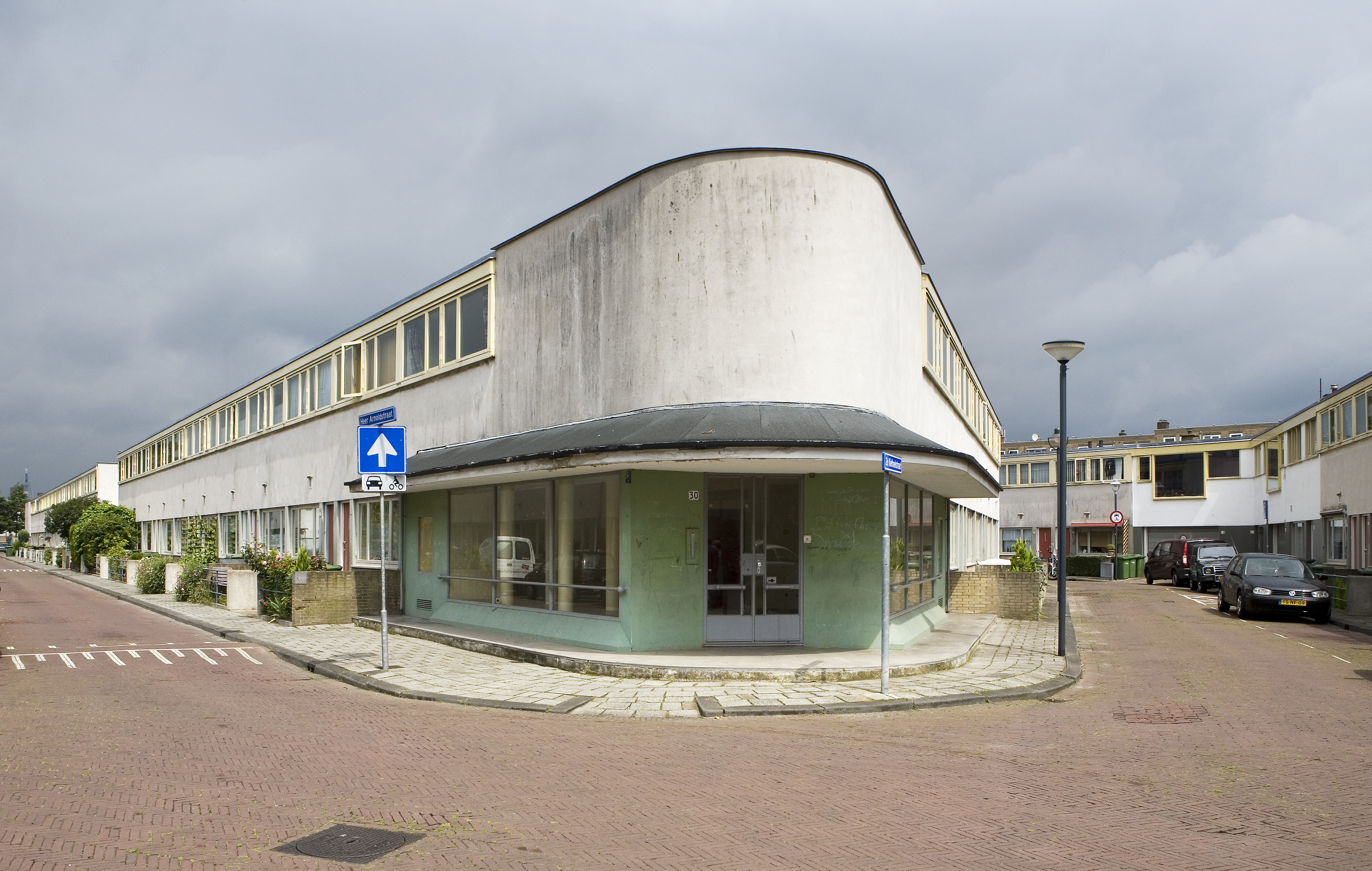
Kiefhoek housing، روتردام، یاکوبوس آت
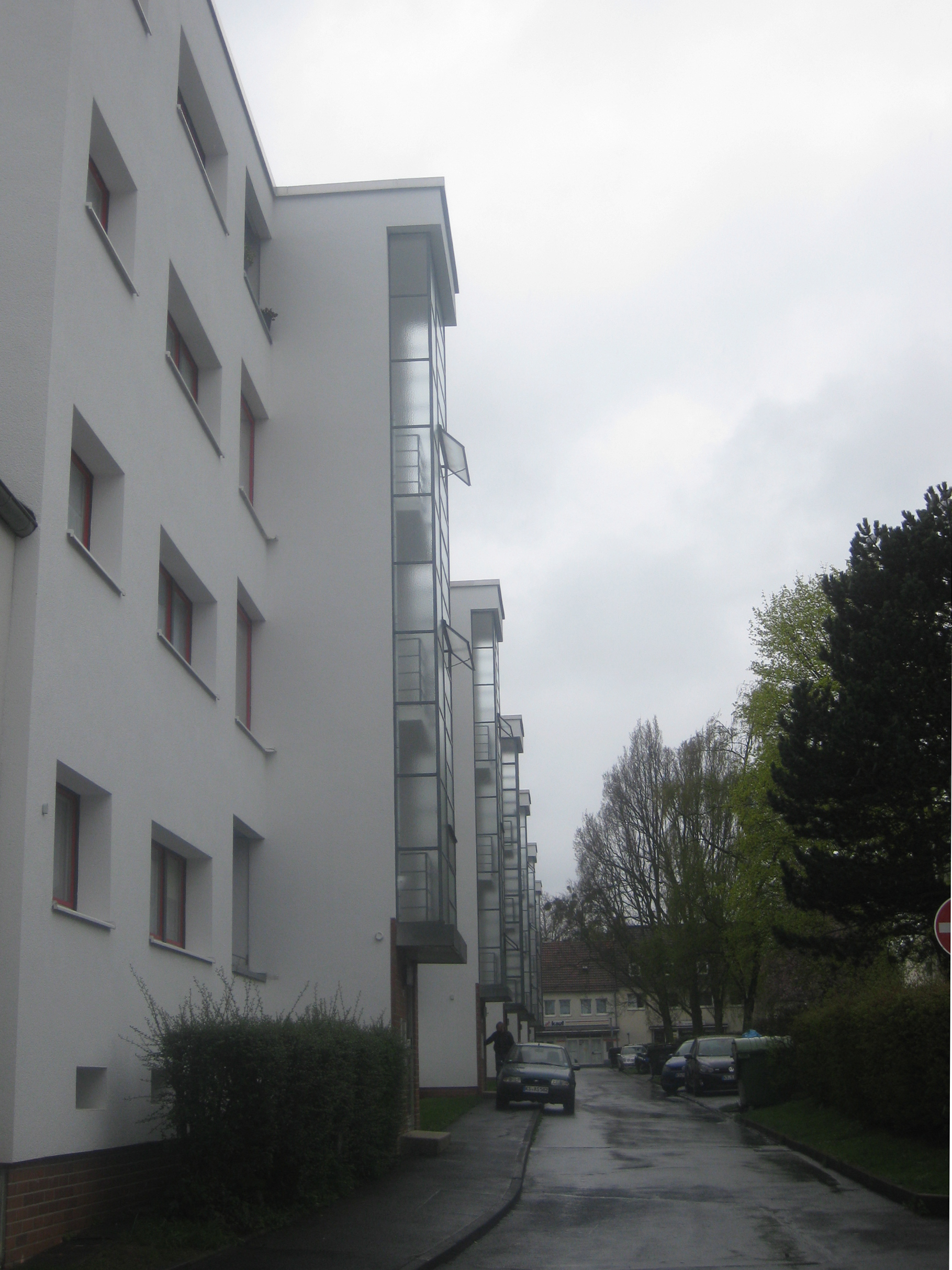
Rothenberg Siedlung, کاسل،  اُتو هسلر
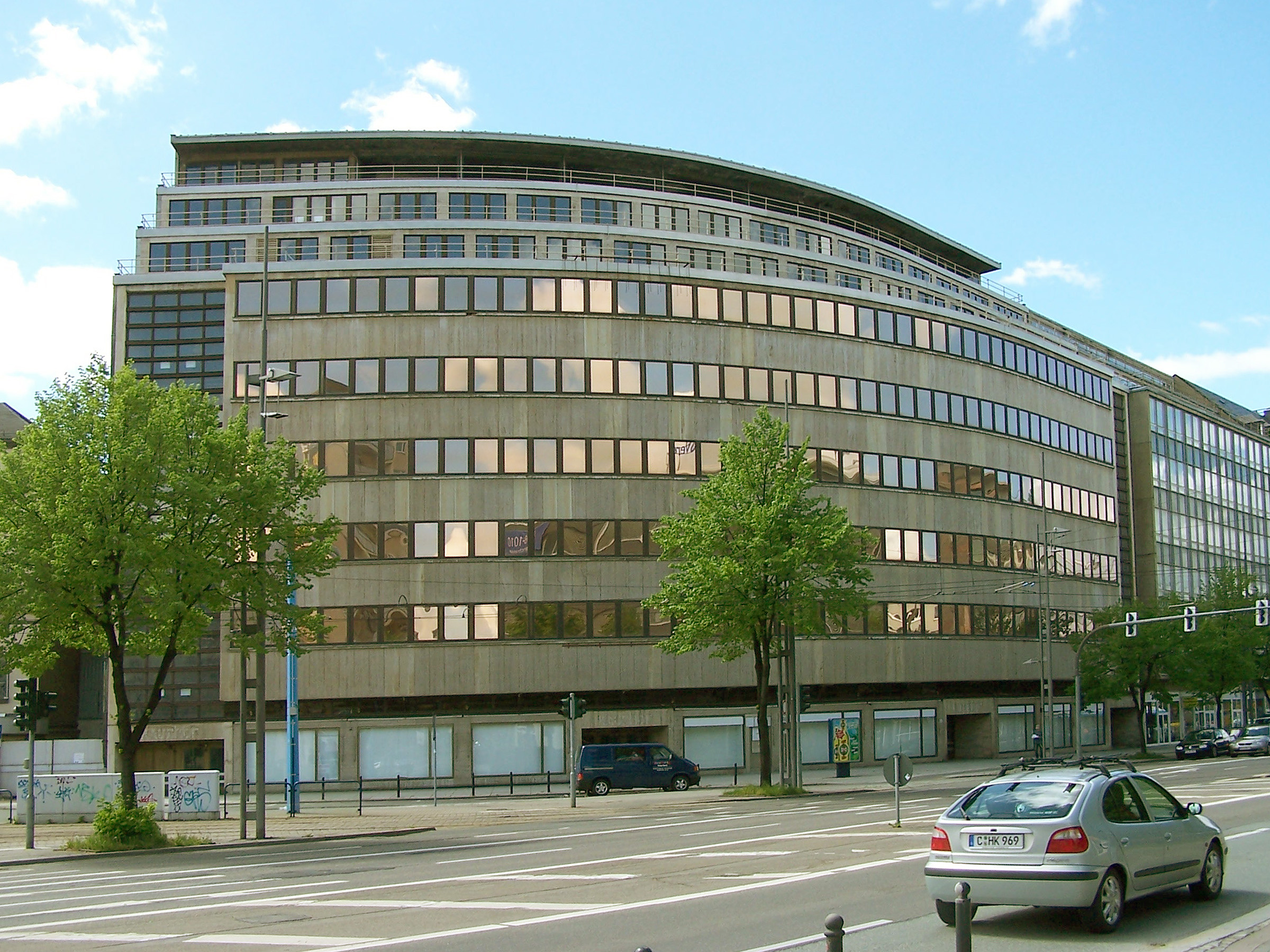
Schocken department store، کمنیتس، اریک مندلسون
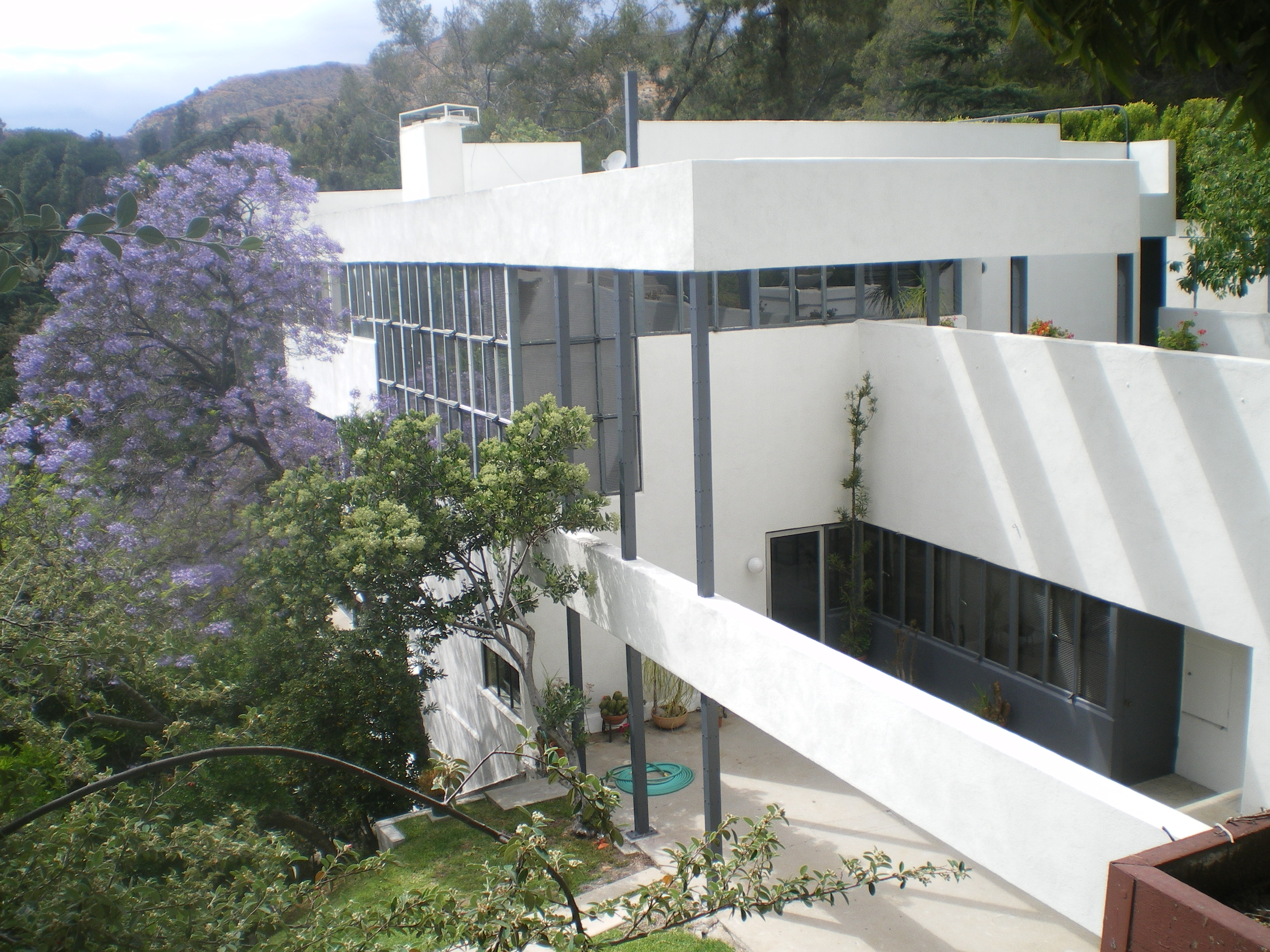
Lovell House، لس‌آنجلس، ریچارد نویترا
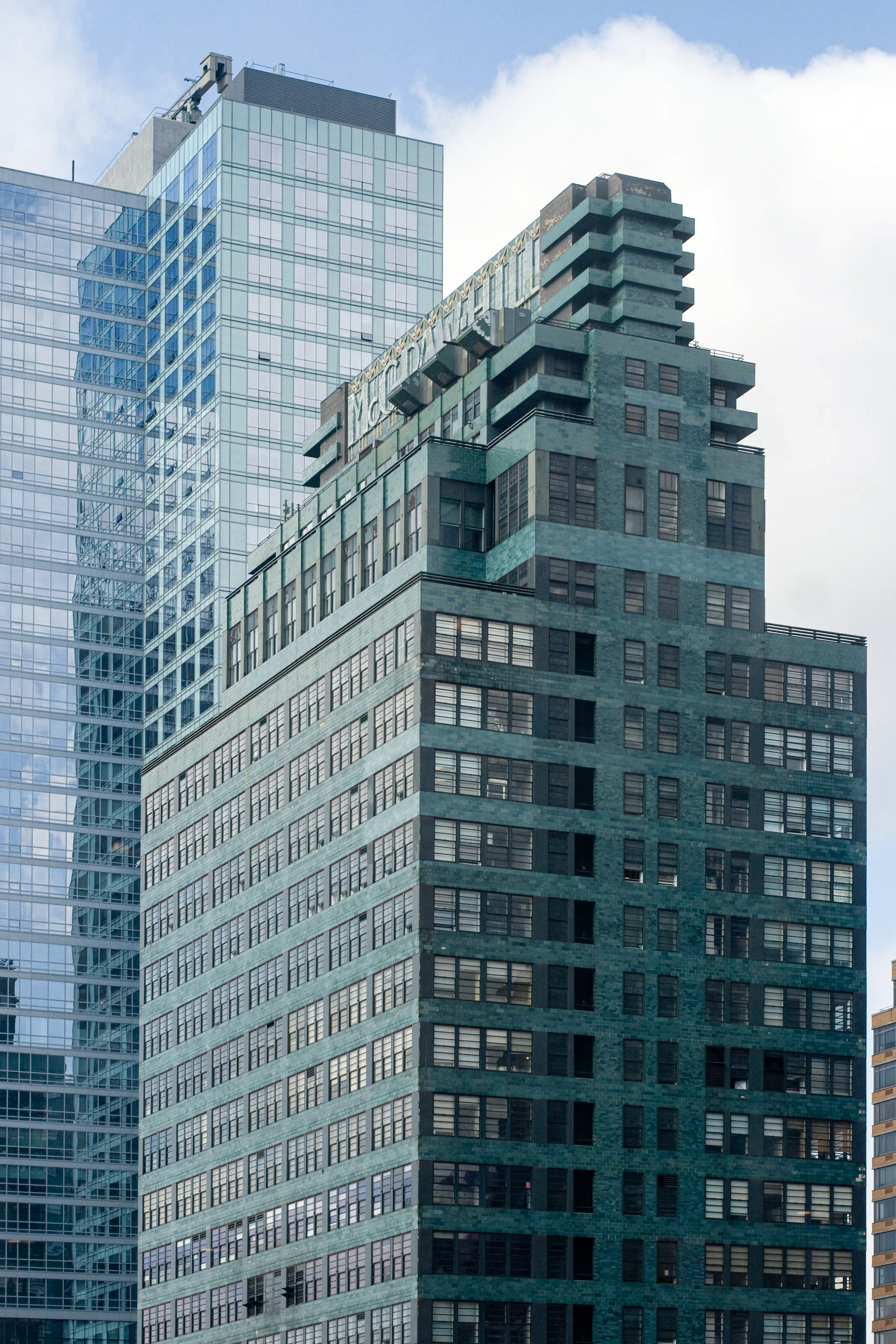
Mcgraw-Hill building، نیویورک، ریموند هود
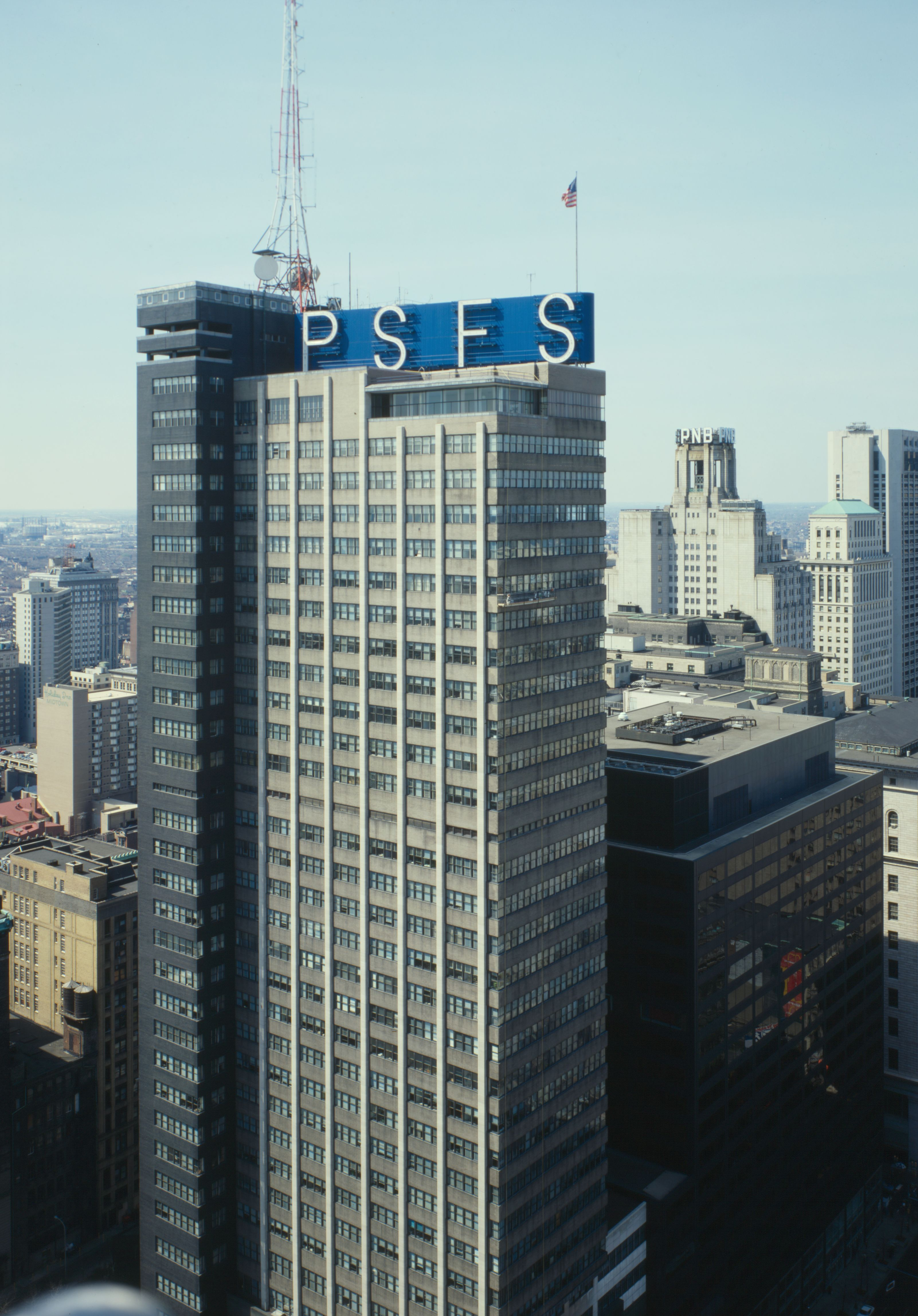
PSFS Building، فیلادلفیا، جرج هاو و ویلیام لسکازی
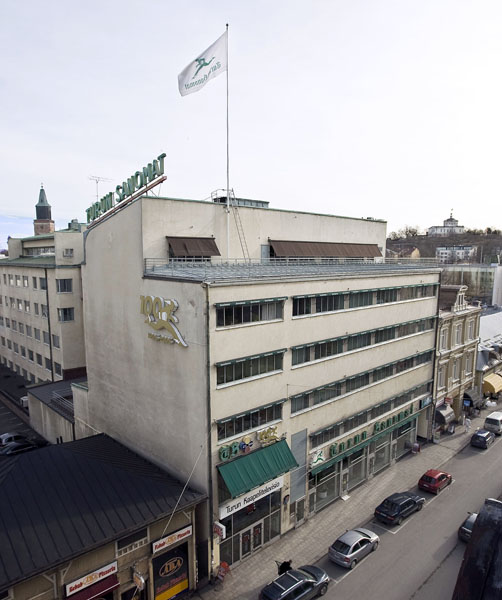
Turun Sanomat، تورکو، آلوار آلتو